# Aorchis
Aorchis was een geslacht met twee soorten terrestrische orchideeën, die recent zijn opgenomen in  het geslacht Galearis.